# Kevin Pritchard
Kevin Lee Pritchard (Bloomington, 17 luglio 1967) è un ex cestista, allenatore di pallacanestro e dirigente sportivo statunitense, professionista nella NBA.

## Carriera
È stato selezionato dai Golden State Warriors al secondo giro del Draft NBA 1990 (34ª scelta assoluta).

## Palmarès

### Giocatore
- Campione NCAA (1988)
- All-CBA First Team (1995)

### Allenatore
- Campione ABA 2000 (2004)